# Han-Noah Massengo
Han-Noah Massengo (Villepinte, 7 juli 2001) is een Frans voetballer die doorgaans als middenvelder speelt. Hij verruilde AS Monaco in augustus 2019 voor Bristol City.

## Carrière
Han-Noah Massengo speelde in de jeugd van verschillende Franse amateurclubs alvorens hij in de jeugd van AS Monaco terecht kwam. Hier maakte hij zijn debuut in de UEFA Champions League op 6 november 2018, in de met 0-4 verloren thuiswedstrijd tegen Club Brugge. Massengo kwam in de 68e minuut in het veld voor Youssef Aït Bennasser.

## Clubstatistieken
| Seizoen                       | Club           | Competitie     | Competitie | Competitie | Beker | Beker | Internationaal | Internationaal | Totaal | Totaal |
| Seizoen                       | Club           | Competitie     | Wed.       | Dlp.       | Wed.  | Dlp.  | Wed.           | Dlp.           | Wed.   | Dlp.   |
| ----------------------------- | -------------- | -------------- | ---------- | ---------- | ----- | ----- | -------------- | -------------- | ------ | ------ |
| 2018/19                       | AS Monaco      | Ligue 1        | 3          | 0          | 1     | 0     | 3              | 0              | 7      | 0      |
| 2019/20                       | Bristol City   | Championship   | 0          | 0          | 0     | 0     | –              | –              | 0      | 0      |
| Carrièretotaal                | Carrièretotaal | Carrièretotaal | 3          | 0          | 1     | 0     | 3              | 0              | 7      | 0      |
| Bijgewerkt op 6 augustus 2019 |                |                |            |            |       |       |                |                |        |        |

1 Trafford ·
3 Sambo ·
5 Estève ·
6 Egan-Riley ·
7 Sarmiento ·
8 Brownhill  ·
9 Rodriguez ·
10 Manuel ·
11 Anthony ·
12 Humphreys ·
14 Roberts ·
15 Redmond ·
16 Egan ·
17 Foster ·
18 Ekdal ·
19 Flemming ·
20 Green ·
21 Ramsey ·
23 Pires ·
24 Cullen ·
28 Hannibal ·
29 Laurent ·
30 Koleosho ·
31 Trésor ·
32 Hladky ·
37 Houtondji ·
42 Massengo ·
44 Delcroix ·
Coach: Parker
· Assistent-coach: Jackson
· Assistent-coach: Jensen